# Utuchitunumuigani
Utuchitunumuigani (音智殿茂金) ou Otochitonomoigane (dates de naissance et mort inconnues) est la première Kikoe-ōgimi du Royaume de Ryūkyū. 
Son nom divin est 月清, transcrit « Gessei » ou « Tsukikiyora » selon les sources,.
Elle est la fille du premier roi de la seconde dynastie Shō, Shō En, et de sa reine Ogiyaka, ainsi que la sœur du troisième roi de la dynastie, Shō Shin:615.
Après la mort de son père, en charge des cérémonies lors du couronnement de son oncle Shō Sen’i, frère de Shō En, elle annonce que les dieux sont opposés à cette succession et qu’ils préfèrent voir Shō Shin, le fils de Shō En, monter sur le trône. Shō Sen’i abdique en faveur de son neveu:33,:828-829.
Originellement onarigami (おなり神) (lit. « déesse-sœur ») du roi pratiquant des rites protecteurs dans le cadre domestique, elle se retrouve à la suite de la grande réforme religieuse menée par son frère au sommet de la hiérarchie des prêtresses noros qui sont en charge des rites dans tout le Royaume de Ryūkyū:33,:182.
En 1500, elle indique à Shō Shin qu’une campagne militaire contre Yaeyama ne sera victorieuse que s’il part accompagné de la noro de l’île de Kume. Son frère embarque avec la prêtresse et sa campagne militaire est un succès:36.
Très peu de documents mentionnent sa vie personnelle en dehors du rôle qu’elle a joué dans l’accession au trône de son frère et la campagne militaire contre Yaeyama. Il semble qu’elle n’ait pas eu d’enfants.
Elle est enterrée à Tamaudun, le mausolée des rois de la seconde dynastie Shō, et est mentionnée sur la stèle dédicatoire datée de 1501 qui liste les personnes que Shō Shin accepte dans le mausolée, sous le nom de Kikowe ookimi anshi Otochitonomoikane (きこゑ大きみあんしおとちとのもいかね):131. Son esprit était abrité dans le temple Tenkaiji, qui servait de bodaiji pour les esprits des princes et princesses célibataires de la seconde dynastie Shō, qui a été détruit pendant la Seconde Guerre mondiale:615.